# Бабаєв Зоїр Нуралієвич
Зоїр Нуралієвич Бабаєв (тадж. Зоир Нуралӣевич Бабаев, нар. 1961, Душанбе) — радянський і таджицький футболіст, що грав на позиції нападника. По закінченні кар'єри футболіста — радянський і таджицький футбольний тренер. Відомий за роботою з національною збірною Таджикистану та низкою таджицьких клубів.

## Біографія
Зоїр Бабаєв за радянських часів тривалий час грав за низку аматорських команд у Таджикистані. У 1986 році розпочав тренерську кар'єру в аматорських клубах республіки, а в 1991 році став головним тренером команди другої ліги СРСР «Хосилот», у складі якої зіграв також кілька матчів як футболіст. У 1992 році Бабаєв став головним тренером клубу «Сітора» з Душанбе, з яким двічі став чемпіоном Таджикистану та володарем Кубка Таджикистану. У 1997 році тренер очолив національну збірну Таджикистану, з якою працював до 1998 року, пізніше очолював клуби «Равшан» і «Регар-ТадАЗ». У 2004 році Бабаєв удруге очолив національну збірну Таджикистану. З 2008 року тренер очолював юнацьку збірну Таджикистану, в 2010 році після невдалого виступу був звільнений з посади. Пізніше Зоїр Бабаєв був консультантом душанбинського клубу «ЦСКА-Памір».

## Титули і досягнення

### Як тренера
- Чемпіон Таджикистану (2):

«Сітора» (Душанбе): 1993, 1994
- Володар Кубка Таджикистану (1):

«Сітора» (Душанбе): 1993